# توني إلياس
توني إلياس (بالإسبانية: Toni Elías)‏ مواليد 26 مارس 1983 في مانريسا، كتالونيا، هو متسابق دراجات نارية إسباني. نافس في سباقات بطولة العالم لفئة 250 سي سي ولفئة 125 سي سي ولفئة 50 سي سي. كما شارك في بطولة العالم للموتو جي بي.

## البطولات
- بطولة العالم للموتو 2 2010

## روابط خارجية
- توني إلياس على موقع eWRC-results.com (الإنجليزية)
- توني إلياس على موقع MotoGP.com (الإنجليزية)
- توني إلياس على موقع WorldSBK.com (الإنجليزية)
- توني إلياس على موقع AS.com (الإسبانية)